# アンドレ・ファンデルベルフ
アンドレ・ファンデルベルフ（André van den Berg、1998年11月23日 - ）は、ワンダラーズRCに所属するラグビーユニオン選手。

## プロフィール
- ナミビア出身[1]。
- ポジションはスタンドオフ(SO)、フルバック(FB)。
- 身長 180cm、体重 92kg
- ナミビア代表キャップは7（2025年2月現在）でラグビーワールドカップ2023のナミビア代表に選ばれた[2]。

## 略歴
2023年、ワンダラーズRCに加入。